# Galaxiella nigrostriata
Galaxiella nigrostriata é uma espécie de peixe da família Galaxiidae.
É endémica da Austrália.